# الحناو (المحفد)

تعديل مصدري - تعديل

الحناو هي إحدى قرى عزلة المحفد بمديرية المحفد التابعة لمحافظة أبين، بلغ تعداد سكانها 37 نسمة حسب تعداد اليمن لعام 2004.